# 생리대

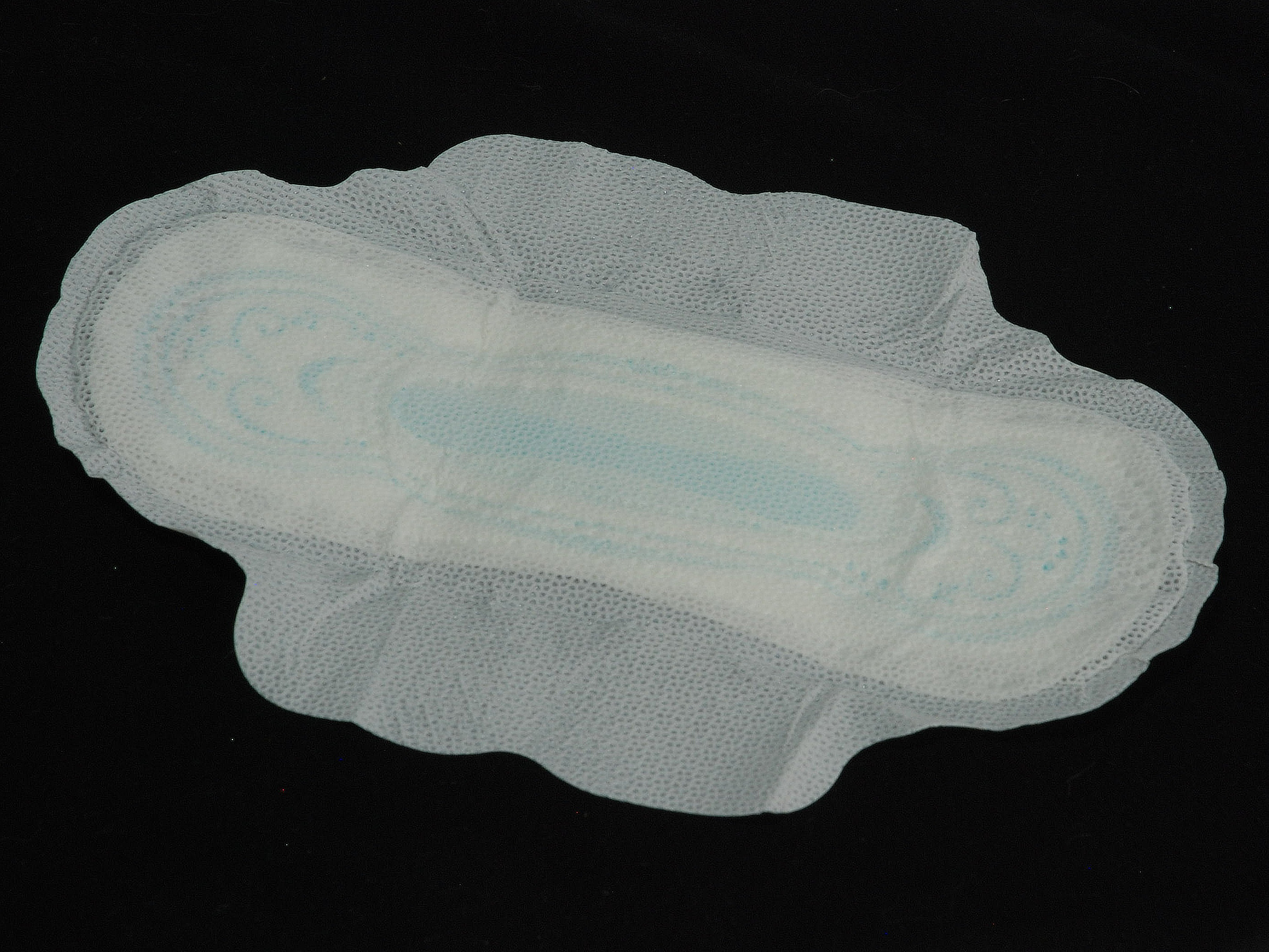
생리대

생리대(生理帶) 또는 월경대(menstrual pad)는 여성이 월경을 할 때 질을 통하여 배출되는 혈액을 흡수하는 위생용품을 말한다.
'월경대'는 일본 식민지 시기 신문과 잡지 등에서도 나오는 표현이다. 서울에서는 '개짐'이라고 하였고, 충청도와 경상도 지역에서는 '서답', '달거리포'라고 불렀다.

## 역사

### 일회용 생리대
최초의 일회용 생리대는 제1차 세계대전 중 부상병의 치료에 사용되는 면 소재의 붕대의 대용으로 킴벌리 클라크가 셀루코튼을 소재로 하여 일회용 면 대용품을 개발하였으며, 이를 제1차 세계대전 중 야전병원에서 일하던 간호사들이 생리대로 활용한 것이 시초이다. 
제1차 세계대전 이후 킴벌리-클라크는 1920년 세계 최초의 일회용 생리대 코텍스를 출시하였고, 동아시아 최대의 위생용품 선두 업체인 일본 유니참의 경우, 1963년(쇼와 38) 생산을 시작하여, 1982년(쇼와 57)에 자사의 입체패턴 생리대인 '소피(Sofy)'를 출시하였다.

### 대한민국의 생리대 역사
- 1966년 : 크린패드(무궁화위생화장지공업사)
- 1971년 : 코텍스(유한킴벌리)[4]
- 1975년 : 코텍스 뉴 후리덤(유한킴벌리)
- 1976년 : 아씨(무궁화제지)
- 1977년 : 소피아 푸리(영진약품)
- 1978년 : 차밍 샤넬(한국참[5]), 칸나(조아모니카[6])
- 1981년 : 코텍스 니나, 후리덤(유한킴벌리)
- 1984년 : 소피아 미라젤(쌍용제지)
- 1988년 : 라라센스(대한펄프)
- 2006년 : 쏘피 바디피트(Sofy Bodyfit)라는 자사 브랜드로 국산화[7]

LG생활건강하고 일본 최대의 위생용품 선두 업체인 유니참하고 합작 투자로, 2006년 2월에 설립하여, LG유니참이 위생용품 선두 업체인 유한킴벌리의 점유율을 급속히 잠식하여 1~2위로 탈환하는 기염을 토한 것이다. 
이는, LG유니참이 생리대 시장의 후발 주자로서 단기간 급부상한 건, LG생활건강이 그동안 대형마트 등에서 쌓아온 탄탄한 마케팅 노하우와 일본 유니참의 독보적인 제품 경쟁력이 만나 독특한 시너지 효과를 거둔 셈이다.

## 같이 보기
- 생리
- 생리컵
- 탐폰